# Abstammungsgutachten
Das Abstammungsgutachten ist das Ergebnis eines wissenschaftlichen Verfahrens, mit dem die Verwandtschaft zwischen Personen festgestellt werden soll. Das Verfahren wird wegen des häufigsten Anwendungsfalls im allgemeinen Sprachgebrauch als Vaterschaftstest bezeichnet, wird manchmal aber auch als Mutterschaftstest, Vaterschaftsprüfung, im umgekehrten Fall auch als Vaterschaftsausschlussverfahren oder auch als Paternitätsanalyse bezeichnet.

## Methoden
Für die Erstellung von Abstammungsgutachten gibt u. a. die folgenden Methoden:
- Bei Blutgruppentests werden die Blutgruppen der Mutter, des Kindes und des vermutlichen Vaters ermittelt. Die bekannten Vererbungsregeln schließen eine Reihe von Ergebniskombinationen zwingend aus.
- Bei serologischen Gutachten werden weitere Blutbestandteile (HLA-Antigene und andere Proteine) in die Untersuchung eingezogen.
- Bei anthropologisch-erbbiologischen Gutachten wurde mit Hilfe von vererbbaren äußeren Merkmalen (z. B. Haut-, Augen-, Haarfarbe, Kopfform, Irisstruktur) die Wahrscheinlichkeit der Vaterschaft geprüft.
- Die DNA-Analyse stellt die modernste und sicherste Methode des Abstammungstests dar. Sie kann auch vorgeburtlich durchgeführt werden, da sich freie fetale DNA im Blut der Schwangeren nachweisen lässt.

## Plausibilitätskontrolle anhand sichtbarer Merkmale
Die Bewertung der anthropologischen Unterschiede ist die älteste verfügbare Methode. Es handelt sich dabei um eine Plausibilitätskontrolle, bei der vorhandenes Wissen über Eltern und Nachkommen mit bekannten Vererbungsregeln und -statistiken verglichen wird. Diese Methode kann regelmäßig eine Nachkommenschaft nicht schlussendlich ausschließen, da Eltern phänotypisch nicht ausgeprägte Erbanlagen (Phänotyp und Genotyp) dennoch vererben können, sodass sich beim Kind sichtbare Merkmale zeigen, die bei den Eltern nicht sichtbar sind. Durch die phänotypische Plastizität, einschließlich Einfluss von Umwelt und im Lebensverlauf erlittenen Erkrankungen, können auch dominante Gene verschieden stark ausgeprägt werden.
- Haarfarbe – bei der Haarfarbe ist dunkelbraun dominant zu blond, so dass auch dunkelhaarige Eltern blonde Kinder haben können. Ebenso sind rote Haare rezessiv, bei der statt des braunen Melanins das hellere Phäomelanin die Pigmentierung ausbildet.
- Augenfarbe – blaue Augen sind rezessiv, da ein helles Blau wie bei Säuglingen eigentlich keine Pigmentierung beinhaltet. An der Vererbung der Augenfarbe sind mindestens drei Gene beteiligt, deren Funktion noch nicht vollständig verstanden ist.
- Körpergröße – die erreichbare Körpergröße ist neben der genetischen Konstitution auch von der Ernährung, insbesondere der Eiweißzufuhr abhängig. Statistisch wahrscheinlich ist tatsächlich der Mittelwert von Vater und Mutter plus/minus 6,5 cm für Söhne/Töchter.
- Hautfarbe – der begrenzte Forschungsstand zu den genetischen Grundlagen der Hautfarbe verweist darauf, dass sich die meisten Unterschiede durch Variationen der Rezeptoren für das pigmentierende Melanin ergeben. Für Europäer wurden bisher 18 Gene identifiziert, die einen Beitrag leisten, bei Afrikanern gibt es Populationen, die in keinem dieser Gene Variationen aufweisen.

Gerade die äußerlichen Merkmale eines Kindes geben oft den ursprünglichen Anlass, eine Vaterschaft anzuzweifeln. Die Beispiele zu den genetischen Grundlagen zeigen jedoch, dass auch große Unterschiede nur unwahrscheinlich sind, aber keinen Ausschlussgrund liefern. Das Zusammentreffen mehrerer großer Unterschiede ist unwahrscheinlicher, jedoch ist die intuitive Auffassung von Wahrscheinlichkeiten teils deutlich abweichend zur bekannten Wahrscheinlichkeitsrechnung.

## Ausschlussverfahren anhand eines Blutgruppentests
Bei Blutgruppentests werden die Blutgruppen der Mutter, des Kindes und des vermutlichen Vaters ermittelt. Anschließend wird geprüft, ob ein gemeinsamer Nachkomme der Mutter und des Vaters die gleiche Blutgruppe haben könnte wie das Kind. Dieses Verfahren kann nur in bestimmten Kombinationen eine Vaterschaft ausschließen, nicht aber bestätigen.
Die Vererbungsregeln zu Blutgruppen im AB0-System sind vollständig bekannt – und im Gegensatz zum Rhesusfaktor werden auch die Antikörper spontan bei allen Kindern im ersten Lebensjahr ausgeprägt, die per Antikörpersuchtest einfach nachzuweisen sind. Die Tests zur Blutgruppe im AB0-System und Rhesusfaktor D sind weitverbreitet, einschließlich eines Bedside-Test. Im Vergleich mit DNA-Analysen ist die Blutgruppenbestimmung billiger und für Erwachsene lässt sich die Blutgruppe leicht durch eine Blutspende kostenlos in Erfahrung bringen. Die Blutgruppe eines ungeborenen Kindes kann ohne Risiko für die Schwangerschaft ermittelt werden, da Blutkörper des Kindes zum kleinen Teil auch im Blutkreislauf der Mutter präsent sind und sich dort unterscheiden lassen – ein Eingriff wie bei der pränatalen Gendiagnostik ist hier nicht notwendig.
Jeder Mensch hat einen Genotyp im AB0-System mit genau zwei Allelen aus der Gesamtheit von kodominanten Allel A und Allel B mit dem rezessiven Allel 0. Der Genotyp eines Kindes bildet sich aus je genau einem Allel des Genotyps der Mutter und genau einem Allel des Genotyps des Vaters. Eine volkstümlich angenommene Vererbung der phänotypischen Blutgruppe gibt es dabei nicht, ein Kind von Eltern mit Blutgruppe AB (Genotyp AB) und 0 (Genotyp 00) muss entweder Blutgruppe A (Genotyp A0) oder Blutgruppe B (Genotyp B0) haben. Andere Blutgruppen sind aus dieser Elternkonfiguration nicht möglich. Bei anderen Elternkonfiguration lassen sich durch Kenntnis der Blutgruppen der Großeltern oft einige Genotypen ausschließen.

## Abstammungsgutachten anhand einer DNA-Analyse
Der genetische Fingerabdruck erlaubt die Identifizierung einer Person anhand von Merkmalen der DNA. Im Zuge des Abstammungsgutachtens nutzt man die Vererbungsregeln, dass im diploiden Genom des Menschen zu jedem Gen jeweils ein Allel vom Vater und das andere von der Mutter stammen muss. Wenn in den DNA-Strängen der Chromosomen Merkmale auftauchen, die nicht bei den Eltern vorhanden sind, so kann damit eine Elternschaft ausgeschlossen werden. Da es im biologischen Erbgang eine Reihe von Fehlermöglichkeiten gibt, einschließlich zur Lebenszeit erworbenen Mutationen, werden im Zuge des Abstammungsgutachtens mehrere Merkmale in die DNA-Analyse einbezogen und zu einer Wahrscheinlichkeitszahl der Abstammung zusammengefasst. Da man sich beim genetischen Fingerabdruck auf Bereiche konzentriert, die eine hohe Variabilität in der Gesamtbevölkerung aufweisen, kann die DNA-Analyse auch mit einer Wahrscheinlichkeitszahl die Elternschaft bestätigen.
Für die Abstammungsgutachten werden im Regelfall keine codierenden Abschnitte untersucht, nur die Bereiche zwischen den Genen werden analysiert (Repetitive DNA). Daher gelten  die Untersuchungen dieser DNA-Bereiche im Sinne des Gendiagnostikgesetzes nicht als besonders geschützte Bereiche, die Probennahme beim Kind ist jedoch ein Eingriff in das Persönlichkeitsrecht. In Deutschland wurde daher die Gewinnung eines Abstammungsgutachtens anhand von DNA-Analysen gesetzlich geregelt.